# Eurycarpus marinellii
Eurycarpus marinellii là một loài thực vật có hoa trong họ Cải. Loài này được (Pamp.) Al-Shehbaz & G.Yang mô tả khoa học đầu tiên năm 2000.